# كلية برستل الجامعية

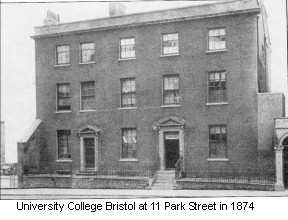
الكلية الجامعية في برستل، 11 شارع بارك. التُقطت هذه الصورة عام 1874.

الكلية الجامعية في برستل كانت مؤسسةً تعليميةً موجودةً في الفترة ما بين 1876 حتى عام 1909. وتُعد المؤسسة السابقة لجامعة برستل، والتي حصلت على امتيازٍ ملكي عام 1909.